# Spejlæg
Et spejlæg er et æg der er ristet på en stegepande med fedtstof.
Spejlæg betragtes normalt som perfekte, når hele æggehviden er stivnet, men blommen stadig mest er flydende. Nogle foretrækker dog også at vende ægget, så hele æggemassen størkner.